# Женьшень ложный
Женьшень ложный, или Панакс псевдоженьшень, или Псевдоженьшень, или Ложный женьшень (лат. Panax pseudoginseng) — многолетнее травянистое растение рода Женьшень семейства Аралиевые.

## Ботаническое описание
Многолетние травянистое растение высотой 60 см. Главный корень толстый, мясистый, цилиндрический, короткий. Стебель прямой, неветвящийся. Листья по 3—4 в мутовке на верхушке стебля, пальчатосложные, с длинными черешками. Каждый лист имеет 3—7 яйцевидных мелкопильчатозубчатых листочков с короткими черешками. Вдоль верхней поверхности листа тянутся волоски или мелкие колючки.
Цветки мелкие жёлто-зелёные собраны в соцветие — зонтик на длинном цветоносе.
Плод — красная костянка.

## Географическое распространение
Естественно произрастает в горах Тибета. Культивируется в горных районах Вьетнама и Китая.

## Химический состав
Корни содержат тритерпеновые сапонины, линолевую и олеиновую кислоты, триациглицерины, включая трилинолен. Корни различных подвидов псевдоженьшеня резко отличаются между собой по содержанию сапонинов (включая гинсенозиды, гипенозиды, нотогинезиды, майонозиды и всевдогинсенозиды) и полиацетилиновых спиртов. В отличие от гималайских, китайские и тибетские разновидности псевдоженьженя практически не содержат этих соединений.

## Фармакологические свойства и применение
С лечебной целью используют корни растений старше 5 лет.
Имеется указание на то, что препараты псевдоженьшеня повышают выносливость животных и их устойчивость к вредным факторам (гипетермия, токсическая доза уабаина), а также увеличивают содержание протромбина в крови и расширяют периферические сосуды. Упоминается использование препаратов корня в виде порошка или водных извлечений в качестве тонизирующего и кровоостанавливающего средства, а также лечения синяков и ран.
Корни псевдоженьшеня входят в состав БАД, предназначенной для облегчения отказа от табакурения «Никотинет».